# Malaysia Open 1951
Die Malaysia Open 1951 im Badminton fanden Anfang August 1951 in Penang statt.

## Finalergebnisse
| Disziplin    | Sieger                        | Finalist                      | Ergebnis            |
| ------------ | ----------------------------- | ----------------------------- | ------------------- |
| Herreneinzel | Wong Peng Soon                | Law Teik Hock                 | 15-3, 15-6          |
| Dameneinzel  | Cecilia Samuel                | Helen Heng                    | 11-3, 11-12, 11-8   |
| Herrendoppel | Chan Kon Leong Abdullah Piruz | Tan Jin Eong Lee Fan Leong    | 18-15, 1-15, 15-11  |
| Damendoppel  | Cecilia Samuel Lim Kit Lin    | Helen Heng Mary Sim           | 15-12, 15-3         |
| Mixed        | Goh Chong Hong Valentine Chan | Chan Kon Leong Cecilia Samuel | 15-12, 11-15, 15-11 |